# Gustav Kaufmann (Sportschütze)
Gustav Kaufmann (* 23. August 1918 in Schaan; † 20. Januar 2015 in Schellenberg) war ein Liechtensteiner Sportschütze.

## Leben
Gustav Kaufmann kam in Schaan auf die Welt und war eines von insgesamt 13 Kinder der Familie. Aufgrund von Versorgungsnöten wuchs er ab seinem zweiten Lebensmonaten bei seiner Großmutter in Triesenberg auf. Als diese 1925 starb, kehrte er nach Schaan zu seiner Familie zurück. Im Alter von 15 Jahren wurde er ausgeschult und erlernte den Beruf des Metzgermeisters und führte jahrelang eine eigene Metzgerei in Mauren. Zudem war Kaufmann vierfacher Vater.
Bei den Olympischen Spielen 1960 in Rom trat er in den Kleinkaliber-Disziplinen 50 Meter liegend sowie 50 Meter Dreistellungskampf an. Im Liegen wurde er 73. und im Dreistellungskampf belegte er Rang 65.